# SUPER J-HITS RADIO
『SUPER J-HITS RADIO』（スーパー ジェイヒッツ レディオ）は、1995年4月から放送されているラジオ番組である。放送開始から2016年3月27日まではFM802にて放送されていたが、2016年4月3日からはFM802が1局2波体制で放送している姉妹局のFM COCOLOに移動した上で放送されている。

## 概要
1995年に時代を彩る名曲をオンエアするプログラムとしてFM802で放送開始。ヒット曲をはじめ、シングルやアルバムの収録曲等、時代を超える名曲を「J-HITS」という言葉に重ねた邦楽専門プログラムである。
かつては一社提供番組として冠スポンサーがついており、an提供時は『an SUPER J-HITS RADIO』、KDDI提供時は『KDDI SUPER J-HITS RADIO』、フロム・エー提供時は『フロム・エー/フロム・エー ナビ SUPER J-HITS RADIO』であった。
放送開始から2016年3月27日までの21年間はFM802で放送してきたが、同年4月3日からはFM802が1局2波体制で放送を行っている姉妹局のFM COCOLOに移動した。なお、放送開始からDJを務めている加藤美樹はFM COCOLOに異動の上引き続き担当することになった。

## 放送時間
FM COCOLO
- 日曜日 19:00 - 21:00（2025年4月 - ）

### 過去の放送時間
FM802
- 日曜日 19:00 - 21:00（1995年4月 - 1998年3月）
- 日曜日 20:00 - 22:00（1998年4月 - 2006年9月）
- 日曜日 19:00 - 22:00（2006年10月 - 2014年9月）
- 日曜日 19:00 - 21:00（2014年10月 - 2015年9月）
- 日曜日 18:00 - 21:00（2015年10月 - 2016年3月）

FM COCOLO
- 日曜日 19:00 - 21:00（2016年4月 - 2017年3月）
- 日曜日 18:00 - 21:00（2017年4月 - 2023年3月）
- 日曜日 19:00 - 22:00（2023年4月 - 2025年3月）

## DJ
- 加藤美樹